# Модель Борна — Инфельда
Модель Борна — Инфельда (теория Борна — Инфельда, действие Дирака — Борна — Инфельда, электродинамика Борна — Инфельда) — модель нелинейной электродинамики. Была предложена в 1930-е годы для устранения расхождения собственной энергии электрона в классической электродинамике путём введения верхней границы электрического поля в начале координат. Модель была представлена Максом Борном и Леопольдом Инфельдом в 1934 году, впоследствии исследована Полем Дираком в 1962 году.

## Обзор
Классическая электродинамика формулируется в виде системы уравнений, описывающих электромагнитное поле и электрические заряды. Такая система внутренне противоречива, она приводит, например, к бесконечному значению электромагнитной массы электрона. Потому классическая электродинамика не применима для рассмотрения процессов, в которых существенны малые расстояния, порядка «классического радиуса электрона», со значением 2,8179⋅10−15 м.
По аналогии с релятивистским пределом скорости теория Борна — Инфельда предлагает ограничивающую силу через ограниченную напряжённость электрического поля. Максимальная напряжённость электрического поля создаёт конечную собственную энергию электрического поля, которая, если полностью отнести её на массу электрона, создаёт максимальное поле с величиной
{\displaystyle E_{\rm {BI}}=1.187\times 10^{20}\,\mathrm {V} /\mathrm {m} .}
Электродинамика Борна — Инфельда демонстрирует хорошие физические свойства в отношении распространения волн, такие как отсутствие ударных волн и двойное лучепреломление. Теорию поля, показывающую это свойство, обычно называют совершенно исключительной, а теорию Борна — Инфельда — единственной совершенно исключительной регулярной нелинейной электродинамикой.
Эту теорию можно рассматривать как ковариантное обобщение теории Ми и очень близкую к идее Альберта Эйнштейна о введении несимметричного метрического тензора, симметричная часть которого соответствует обычному метрическому тензору, а антисимметричная тензору электромагнитного поля.
Совместимость теории Борна — Инфельда с высокоточными атомными экспериментальными данными требует значения предельного поля примерно в 200 раз большего, чем введённое в исходной формулировке теории.
С 1985 года возродился интерес к теории Борна — Инфельда и её неабелевым расширениям, поскольку они были обнаружены в некоторых пределах теории струн. Е. С. Фрадкиным и А. А. Цейтлиным было обнаружено, что действие Борна — Инфельда является ведущим членом низкоэнергетического эффективного действия теории открытой струны, разложенной по степеням производных от напряженности калибровочного поля.

## Уравнения
В релятивистских обозначениях лагранжева плотность равна
{\displaystyle {\mathcal {L}}=-b^{2}{\sqrt {-\det \left(\eta +{\frac {F}{b}}\right)}}+b^{2},}
где η — метрика Минковского, F — тензор Фарадея (оба рассматриваются как квадратные матрицы, так что можно взять определитель их суммы), а b — масштабный параметр. Максимально возможное значение электрического поля в этой теории равно b, а собственная энергия точечных зарядов конечна. Для электрических и магнитных полей, намного меньших b, теория сводится к электродинамике Максвелла.
В 4-мерном пространстве-времени лагранжиан можно записать в виде
{\displaystyle {\mathcal {L}}=-b^{2}{\sqrt {1-{\frac {E^{2}-B^{2}}{b^{2}}}-{\frac {(\mathbf {E} \cdot \mathbf {B} )^{2}}{b^{4}}}}}+b^{2},}
где E — электрическое поле, а B — магнитное поле.
В теории струн калибровочные поля на D-бране (возникающие из присоединённых открытых струн) описываются лагранжианом аналогичного типа:
{\displaystyle {\mathcal {L}}=-T{\sqrt {-\det(\eta +2\pi \alpha 'F)}},}
где T — напряжение D-браны и {\displaystyle 2\pi \alpha '} является инверсией натяжения струны.